# 동구 (울산 선거구)
울산 동구는 대한민국의 국회의원 선거구이다. 울산광역시 동구 일대를 관할한다. 현 지역구 국회의원은 더불어민주당의 김태선이다.

## 역사
1997년 7월, 울산시가 울산광역시로 승격되었다. 이에 2000년 대한민국 제16대 국회의원 선거를 앞두고 울산시 동구 선거구가 개편되면서 신설되었다.

## 관할 구역
| 대수        | 관할 구역 |
| ----------- | --------- |
| 16대 ~ 현재 | 동구 일원 |

## 역대 국회의원
| 선거   | 정당 | 정당         | 의원   |
| ------ | ---- | ------------ | ------ |
| 2000년 |      | 무소속       | 정몽준 |
| 2004년 |      | 국민통합21   | 정몽준 |
| 2008년 |      | 한나라당     | 안효대 |
| 2012년 |      | 새누리당     | 안효대 |
| 2016년 |      | 무소속       | 김종훈 |
| 2020년 |      | 미래통합당   | 권명호 |
| 2024년 |      | 더불어민주당 | 김태선 |

## 역대 선거 결과

### 대한민국 제16대 국회의원 선거
|  | 61.48% |

|  | 35.06% |

|  | 3.45% |

### 대한민국 제17대 국회의원 선거
|  | 65.21% |

|  | 23.74% |

|  | 7.79% |

|  | 3.24% |

### 대한민국 제18대 국회의원 선거
|  | 51.39% |

|  | 32.32% |

|  | 14.62% |

|  | 1.65% |

### 대한민국 제19대 국회의원 선거
|  | 51.54% |

|  | 43.62% |

|  | 1.80% |

|  | 1.58% |

|  | 1.45% |

### 대한민국 제20대 국회의원 선거
|  | 58.88% |

|  | 32.75% |

|  | 5.45% |

|  | 2.90% |

### 대한민국 제21대 국회의원 선거
|  | 38.36% |

|  | 33.88% |

|  | 24.53% |

|  | 2.48% |

|  | 0.73% |

### 대한민국 제22대 국회의원 선거
|  | 45.88% |

|  | 45.20% |

|  | 8.90% |